# برونيتسي
برونيتسي (بالروسية: Бронницы) هي إحدى مدن روسيا في الكيان الفدرالي الروسي موسكو أوبلاست.